# Allen Kelley
Earl Allen Kelley (Dearing, Georgia; 24 de diciembre de 1932-Lawrence,  Kansas, 13 de agosto de 2016) fue un jugador de baloncesto estadounidense. Con 1.83 de estatura, su puesto natural en la cancha era el de escolta. Fue campeón olímpico con Estados Unidos en los Juegos Olímpicos de Roma de 1960 y campeón del mundo en Brasil 1954. Era hermano de Melvin Kelley, campeón olímpico en baloncesto en los juegos olímpicos de Helsinki de 1952.